# Yolande Mabika
Yolande Bukasa Mabika (Bukavu, 8 de setembre de 1987) és una judoka originària de la República Democràtica del Congo. Va ser seleccionada pel Comitè Olímpic Internacional (COI) per a competir amb l'Equip Olímpic d'Atletes Refugiats als Jocs Olímpics d'Estiu de 2016, celebrats a Rio de Janeiro.

## Trajectòria
Mabika és originària d'una àrea severament afectada per la Segona guerra del Congo. Durant el conflicte va ser separada dels seus pares i portada a una llar per a infants a Kinshasa. Allà va conèixer el judo, un esport que el govern congolès va promoure per als orfes.
Va demanar asil polític al Brasil després de viatjar-hi per a competir al Campionat del Món de Judo de 2013, juntament amb el seu company judoka Popole Misenga. Un ciutadà angolès els va acollir en una favela del barri de Cordovil a Rio de Janeiro. L'Alt Comissionat de les Nacions Unides per als Refugiats (ACNUR) li va atorgar oficialment l'estatut de refugiada el 2014.
El 3 de juny de 2016, el COI va anunciar que Mabika seria part d'un equip de deu atletes seleccionats per a competir com a part d'un Equip Olímpic de Refugiats als Jocs Olímpics d'Estiu de 2016 a Rio de Janeiro. En la competició femenina de menys de 70 kg va perdre davant de la israeliana Linda Bolder en ser sotmesa a un estrangulament de poc més d'un minut durant l'enfrontament.